# Jenůfa
Jenůfa é uma ópera em três atos por Leoš Janáček, baseada na peça Její pastorkyňa ("Sua Enteada"), de Gabriela Preissová. Estreou em Brno (Brünn), atual República Tcheca, em 21 de janeiro de 1904.
É uma obra sobre infanticídio e redenção, característica por seu realismo cru. A terceira ópera de Janáček, com libreto do próprio compositor, demorou quase 10 anos para ser escrita.
A versão original da peça, que é a mais representada atualmente, foi considerada excêntrica em seu estilo e orquestração, o que motivou Janáček a revisar a obra. Após a alteração foi bem recebida, inicialmente em Praga, posteriormente em todo o mundo. Mais de 70 anos se passaram até que as plateias pudessem ouvir novamente a versão original de Jenůfa.

## Tempo e espaço
A história decorre na Morávia, República Tcheca, no final do século XIX.

## Personagens

### Personagens principais
- Jenůfa - Jovem garota - Soprano lírica
- Števa Buryja - Prometido de Jenůfa - Tenor
- Laca Klemeň - Meio-irmão de Števa - Tenor lírico
- Kostelnička Buryjovka - Madrasta de Jenůfa - Soprano dramática

### Personagens secundários
- Starenka Buryjovka - Avó de Jenůfa - Contralto
- Capataz - Capataz do moinho - Barítono
- Karolka - Serviçal - Mezzosoprano
- Prefeito - Baixo
- Esposa do prefeito - Mezzosoprano
- Jano - Pequeno pastor - Soprano

### Coro
- Recrutas
- Garotas
- Aldeões
- Músicos

## Árias importantes
- Kostelnička - "Co chvíla, co chvíla" ("Um momento, um momento")
- Jenůfa - "Zdrávas královno, matko milosrdenství" (Prece de Jenůfa)

## Duração
A ópera Jenůfa dura aproximadamente duas horas.